# Solenopsis seychellensis
Solenopsis seychellensis é uma espécie de formiga do gênero Solenopsis, pertencente à subfamília Myrmicinae.